# Agão
Agão (em latim: Aggo) era um nobre danês do século I, ativo no reinado do rei Frodo III. Aparece apenas nos Feitos dos Danos de Saxão Gramático. Segundo a obra, que cita-o só uma vez, quando Frodo sucedeu seu pai Fridlevo I com apenas sete, Agão era um dos nobres que tornar-se-iam guardiões do novo rei. Teve um filho chamado Alfo.